# Frères de sang (Angel)
Pour les articles homonymes, voir Frère de sang (homonymie).
Frères de sang est le 20e épisode de la saison 1 de la série télévisée Angel.

## Synopsis
Angel accepte d'aider le millionnaire geek David Nabbit, qu'un petit truand nommé Lenny Edwards fait chanter avec des photos de Nabbit prises dans une maison close spécialisée dans les démones. Angel retrouve Edwards et convient d'un rendez-vous pour que celui-ci lui remette les photos compromettantes mais leur entretien est surpris par Charles Gunn. Gunn est un jeune chef de bande qui tente de chasser les vampires de son quartier et il prépare un piège pour tuer Angel. Quand Angel récupère les photos, il est blessé et pris en chasse par les membres du gang de Gunn, qui ont préparé de multiples pièges à son intention. Mais Angel, cerné par le gang, sauve la vie d'Alonna, la sœur de Gunn, alors que celle-ci avait déclenché un piège. Il tente d'expliquer qu'il combat pour le bien et Gunn, bien que méfiant, le laisse partir. 
Les vampires en guerre avec le groupe de Gunn leur tendent une embuscade et capturent Alonna. Angel offre à Gunn de l'aider mais celui-ci refuse et l'enferme dans une chambre froide. Gunn retrouve Alonna mais la jeune femme a déjà été transformée en vampire et il se résout finalement à lui planter un pieu dans le cœur quand elle est sur le point de le transformer à son tour. Angel est délivré par Cordelia et Wesley et chasse le groupe de vampires après avoir tué leur chef. Il parle ensuite avec Gunn, lui disant qu'il pourrait faire appel à lui pour l'aider dans son combat.

## Statut particulier
Cet épisode voit l'arrivée du personnage de Charles Gunn dans la série. Billie Doux, du site Doux Reviews, estime que l'épisode « se révèle étonnamment bon » avec son gang de jeunes chasseurs de vampires « touchants », ses scènes d'action bien dirigées et des scènes humoristiques appréciables. Pour Ryan Bovay, du site Critically Touched, qui lui donne la note de B+, l'intrigue est parfois « un peu tirée par les cheveux » mais l'épisode est néanmoins « solide à tous les niveaux », notamment par sa convaincante introduction du personnage de Gunn, et prend encore plus de sens quand on le revoit en connaissant déjà les événements à venir de la série.

## Distribution

### Acteurs crédités au générique
- David Boreanaz : Angel
- Charisma Carpenter : Cordelia Chase
- Alexis Denisof : Wesley Wyndam-Pryce

### Acteurs crédités en début d'épisode
- Michele Kelly : Alonna
- Maurice Compte : Chain
- Mick Murray : Knox
- Joe Basile : Lenny Edwards
- David Herman : David Nabbit
- J. August Richards : Charles Gunn